# Marie Vojtěchová
Marie Vojtěchová, rozená Vančurová (* 25. července 1985 Čáslav) je česká herečka, od roku 2012 členka souboru Městského divadla Zlín.

## Život
Absolvovala obor agroturistika (spojení agropodnikání a cestovního ruchu) na Střední zemědělské škole Čáslav a následně v roce 2009 vystudovala činoherní herectví na Divadelní fakultě Janáčkovy akademie múzických umění v Brně.
V minulosti působila v Divadle Šumperk a v brněnských divadlech Buranteatr, Divadlo Polárka, Divadlo Feste a Divadlo U stolu. Od roku 2012 je členkou souboru Městského divadla Zlín. Spolupracuje s neziskovou organizací Zdravotní klaun a dále pak s Českým rozhlasem.
V srpnu 2020 se provdala za inspicienta Městského divadla Zlín Radka Vojtěcha.